# لاستوتشكا-إم
طائرة لاستوتشكا (بالروسية: Ласточка-М)‏
  (بالإنجليزية: Lastochka-M) نسخة محسنة لطائرة بدون طيار أوتوماتيكية صغيرة، تستخدمها القوات الروسية، من سنة 2010  يتم التحكم في الطائرة من بعد عبر الكاميرا الموجودة عليها وبواسطة جهاز تحكم مزود بشاشة وأذرع توجيه  من قبل أحد الجنود، تستطيع الطائرة حمل قنابل صغيرة بزنة 5.2 كجم ويصل مداها 45 كلم ومدة تحليق تصل إلى ساعتين.
في 21 من يولو 2022 أُعلن عن غُنم أحد هذه الطائرات في اوكرانيا  بحالة تبدو جيدة.